# Vanatinai (peuple)
Les Vanatinai sont un groupe ethnique habitant sur Tagula Island, la plus grande île des Louisiades, en Papouasie-Nouvelle-Guinée.

## Organisation familiale
Les Vanatinai sont une société matrilinéaire. La terre et les biens  appartiennent aux femmes. Elles contrôlent la distribution des produits de leur travail et disposent, à travers le système des échanges, des mêmes moyens d'accès que les hommes aux richesses du prestige,.